# Marilyn Kirkpatrick
Marilyn K. Kirkpatrick (Clark County (Nevada), 1967) is een Amerikaans Democratisch politica uit Nevada. Ze vertegenwoordigde tussen 2004 en 2015 het eerste district in de Nevada State Assembly.

## Biografie
Kirkpatrick werd geboren in 1967 en ging naar de Vegas Verdes Elementary School. Vervolgens ging ze naar de Brinley Junior High School en de Western High School. Haar vervolgstudie was op de Krolak Business School. Na haar studie begon ze te werken. In 2001 werd ze lid van de North Las Vegas Planning Commission, waarvan ze in 2003 voorzitter werd. Ze bleef dat doen totdat ze in 2004 werd verkozen tot afgevaardigde van het eerste district in de Nevada State Assembly. Na haar termijn won ze nog vijfmaal op rij de verkiezingen voor diezelfde positie. Hoewel zij tijdens de verkiezingen van 2012 de enige kandidaat voor haar positie was, konden stemgerechtigden toch op haar stemmen. Ze is in de Nevada State Assembly lid van de Assembly Commerce and Labor, de Assembly Taxation, de Assembly Transportation en de Assembly Ways and Means.
Naast haar politieke functies is ze ook sinds 2011 lid van het raad van bestuur van Chef for Kids en sinds 2001 verkoopmanager bij lokale voedseldistributiebedrijven. Ook was ze van 2007 tot 2011 voorzitter van Girl Scouts Dessert Before Dinner. 

## Uitslagen
In de onderstaande tabel staan de uitslagen van de verkiezingen aan welke Kirkpatrick deelnam. Ze was bij alle verkiezingen kandidaat voor afgevaardigde van het eerste district.
| Jaar | Stemmen | Percentage totale stemmen |
| ---- | ------- | ------------------------- |
| 2004 | 9.203   | 54,1%                     |
| 2006 | 6.639   | 57,5%                     |
| 2008 | 11.931  | 65,8%                     |
| 2010 | 8.336   | 61,2%                     |
| 2012 | 19.816  | 100%                      |
| 2014 | 7.325   | 59,5%                     |

## Privéleven
Kirkpatrick heeft een echtgenoot en zes kinderen.